# Sérgio Drugovich
Sérgio Drugovich (Maringá, 4 de junho de 1950 - Maringá, 10 de outubro de 2023) foi um automobilista brasileiro que competiu na Fórmula Truck, sendo vice-campeão em 1996. É irmão de Oswaldo Drugovich Júnior e tio de Felipe Drugovich.

## Biografia
Com ascendência austríaca e italiana, Sérgio Drugovich, também chamado de Serjão, vem de uma família com forte ligação com o automobilismo. Seu irmão, Oswaldo Drugovich Júnior, foi bicampeão da Fórmula Truck em 1997 e 1998, e seu sobrinho Felipe Drugovich foi campeão da Fórmula 2 em 2022. Outro irmão, Cláudio, correu na Fórmula Ford, e a família administra uma grande empresa de peças para caminhões e ônibus.
Sérgio competiu na Fórmula Ford, sendo tricampeão paranaense em 1977, 1978 e 1980. O maringaense, assim como seu irmão, foi um dos pioneiros da Fórmula Truck, na qual ingressou em 1996, ano de estreia da categoria. Ele brigou pelo título da temporada inaugural, mas acabou como vice-campeão, a apenas quatro pontos do campeão Renato Martins. Em 1997, voltou a disputar título com Martins e também com seu irmão Júnior, mas Sérgio acabou em terceiro, enquanto Júnior foi campeão pela primeira vez. Ficou na categoria até 1999, ano em que foi sétimo colocado, com 53 pontos. Em toda a sua carreira, Sérgio conquistou cinco pole positions e 12 vitórias, sempre pilotando caminhões Scania.
Após se aposentar do automobilismo, Sérgio seguiu carreira como empresário, trabalhando também como motorista de carreta. Em abril de 2014, aos 64 anos, ele sofreu um acidente gravíssimo próximo a cidade de Kaloré.
Morreu em Maringá no dia 10 de outubro de 2023.